# Centropogon granulosus
Centropogon granulosus är en klockväxtart som beskrevs av Karel Presl. Centropogon granulosus ingår i släktet Centropogon och familjen klockväxter. Inga underarter finns listade i Catalogue of Life.